# Buit (astronomia)

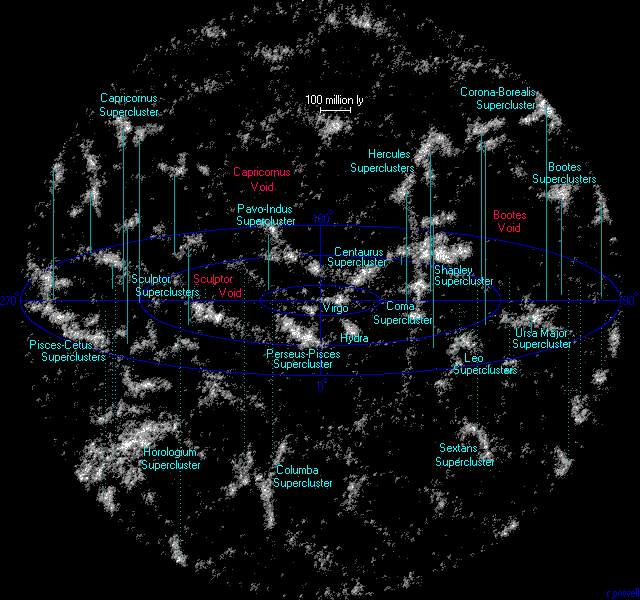
L'univers a 1.000 milions d'anys llum (307 Mpc) al voltant de la Terra, mostrant el supercúmul local i els buits

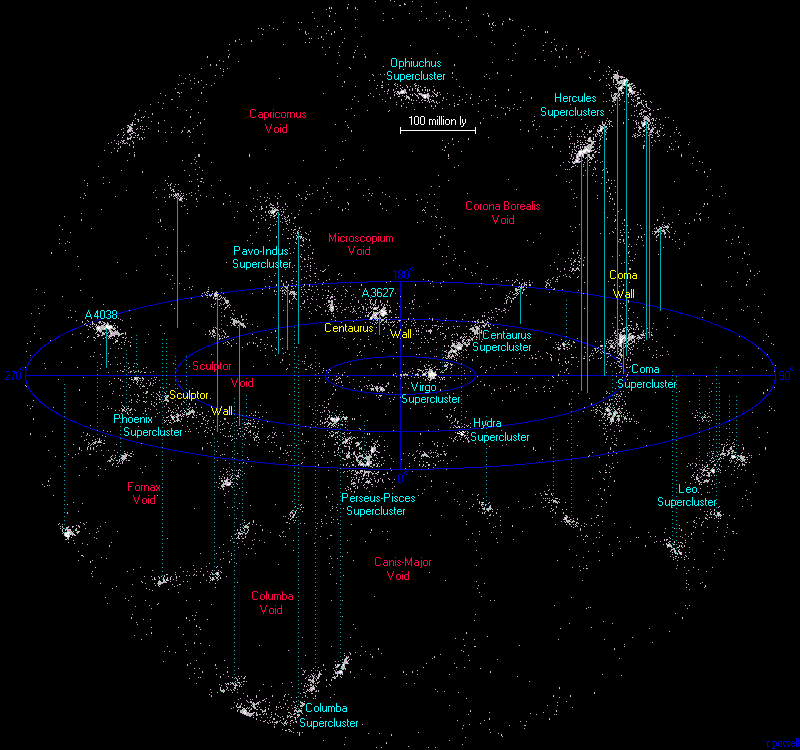
L'univers a 500 milions d'anys llum al voltant de la Terra, mostrant el filament de galàxies més proper

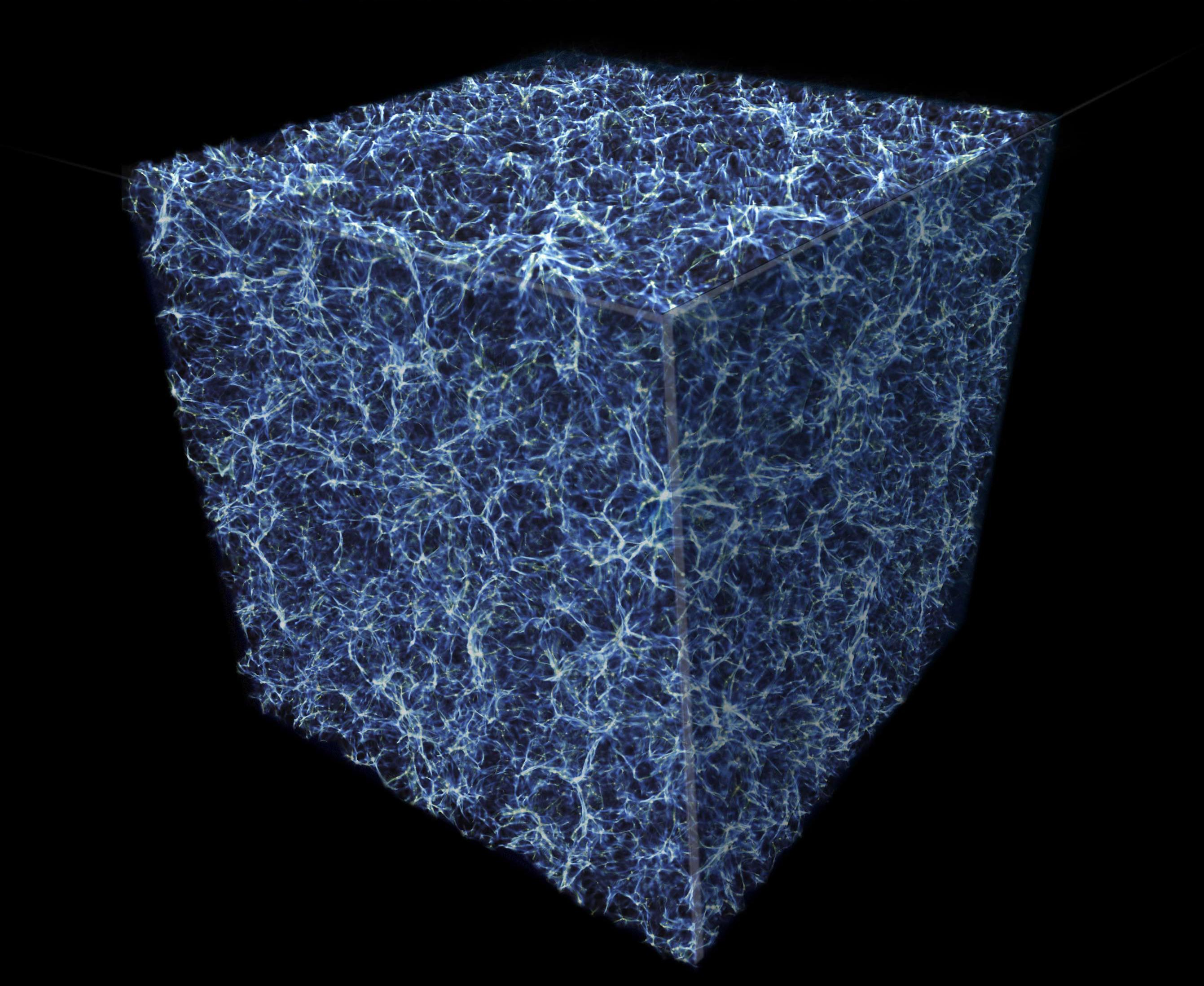
Distribució de la matèria en una secció cúbica de l'univers. Les estructures de fibra blava representen la matèria (principalment matèria fosca) i les regions buides entremig representen els buits còsmics.

En astronomia, els buits són els espais entre filaments, l'estructura de major escala a l'univers (tan sols per darrere dels LQG), que conté molt poques o cap galàxia. Va ser descobert per primera vegada el 1978 durant un estudi pioner dut a terme per Stephen Gregory i Laird A. Thompson en el Kitt Peak National Observatory. Els buits tenen normalment un diàmetre que va des d'11 a 150 Mpc; particularment, ens referim als buits grans, definits per l'absència de rics supercúmuls, com superbuits. Els buits que es troben en entorns d'alta densitat són més petits que els situats als espais de baixa densitat de l'univers.
Els buits es van formar a causa de l'oscil·lació acústica de barions en el big-bang, a causa del col·lapse de masses seguit d'implosions de matèria comprimida de barions. L'exterior dels buits és el que queda dels xocs frontals que es van ocasionar a causa d'aquest procés. El desacoblament de la matèria respecte a la radiació quan l'univers es va tornar transparent "va congelar" els buits i els xocs frontals.